# Antikapitalismus

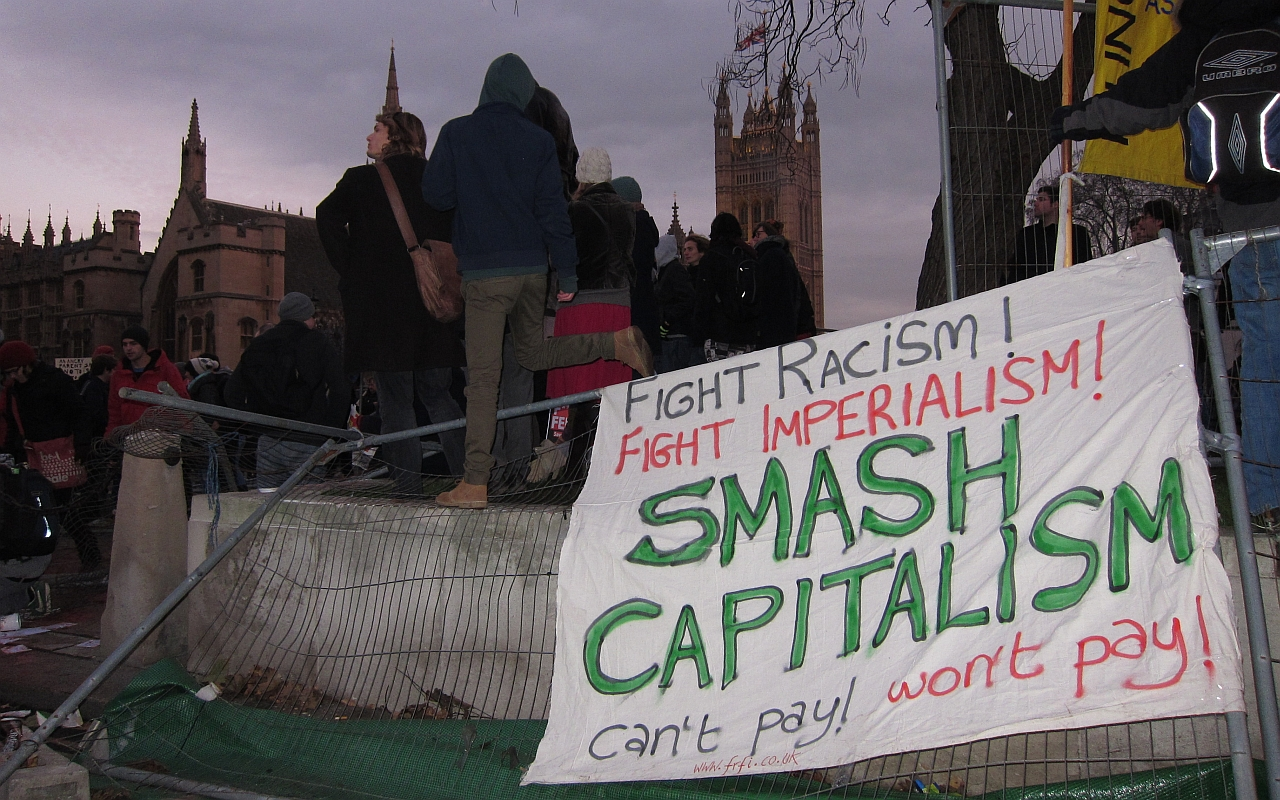
Banner bei Studierendenprotesten in London 2010

Als Antikapitalismus bezeichnet man Grundhaltungen, die gegenüber kapitalistischen Ideen eine fundamental entgegengesetzte Position einnehmen. Er ist eine radikale Form der Kapitalismuskritik und zielt nicht bloß auf Reformen, sondern auf die Aufhebung bzw. Zerschlagung des kapitalistischen Systems. Der Antikapitalismus – genauso wie die Kapitalismuskritik insgesamt – ist vor allem eine Domäne der politisch Linken. Es gibt oder gab frühsozialistischen, marxistischen, anarchistischen, romantischen, konservativ-revolutionären, völkischen und nationalsozialistischen Antikapitalismus. Ob kapitalismuskritische Positionen von rechts als antikapitalistisch einzuordnen sind, ist umstritten.

## Begriffsbestimmung
Der Soziologe Dieter Rucht grenzt Antikapitalismus von Kapitalismuskritik ab: Diese lehne den Kapitalismus nicht kategorisch ab, sondern kritisiere an ihm nur bestimmten Formen und vor allem Auswüchse. Antikapitalismus sei dagegen radikaler: Er wolle den Kapitalismus nicht einhegen oder reformieren, sondern abschaffen, was häufig auf revolutionärem Wege erstrebt werde. Kapitalismuskritik von Rechtsradikalen oder Neonazis dürfe ihm zufolge nicht als Antikapitalismus verstanden werden, da sie keine Systemkritik darstelle, sondern nur moralisierend Macht und Verhalten von Eliten thematisiere, wenn sie nicht im Sinne einer Querfrontstrategie nur taktisch motiviert sei.
Thomas Kroll und Bettina Severin-Barboutie schlagen derweil vor, eher den Plural Antikapitalismen statt Antikapitalismus zu verwenden, da sich die vielen antikapitalistische Strömungen in ihrer Sicht auf den Kapitalismus, ihre ökonomischen, sozialen oder politischen Kontexten sowie in ihrer gesellschaftlichen Wirkung teilweise erheblich voneinander unterscheiden. Zudem unterscheiden sie zwei Gruppen: Modernistische und antimodernistische Antikapitalismen. Modernistische Antikapitalismen würden den Kapitalismus zwar ablehnen, ihn aber als notwendige Vorstufe zu einer anderen und erstrebenswerteren Gesellschaftsform ansehen. Ein Beispiel hierfür sei der Marxismus Karl Kautskys. Der Sozialkonservatismus in Preußen hätte demgegenüber den Kapitalismus aufhalten wollen, weil er den Fortbestand alter Ordnungen und Lebensweisen gefährdete. Er könne daher als ein Beispiel für antimodernistischen Antikapitalismus betrachtet werden.
Der Extremismusforscher Fabian Fischer problematisiert den Begriff „Antikapitalismus“, da er lediglich ein Gegenbegriff zu einem von vornherein negativ konnotierten und unscharfen Begriff sei, nämlich den „Kapitalismus“, den er in Anführungszeichen nennt. Dieser erscheine in dieser Konstruktion essentialistisch als „wirklich“, während er wissenschaftlich betrachtet „nur ein Denkmodell zur Veranschaulichung von Abhängigkeiten und Wechselwirkungen“ sei. Die Bündelung der ihm zugewiesenen gesellschaftlichen und sozialen Phänomene unter dem Rubrum Kapitalismus sei aber nicht zwingend: Ausbeutung zum Beispiel gebe es auch in anderen gesellschaftlichen Konstellationen und es sei nicht ausgemacht, ob die als kapitalistisch abgelehnten Phänomene nicht eher in der Moderne  oder der Conditio humana gründeten. Fischer unterscheidet daher zwischen einem Antikapitalismus in struktureller Perspektive, der „den Kapitalismus“ in Gestalt einer drastischen Negativkonstruktion in den Blick nehme, und einem in inhaltlicher Ebene, der ihn kritisiere, aber sich dabei direkt oder indirekt gegen Werte und Minimalbedingungen des demokratischen Verfassungsstaates richte. Laut Fischer gibt es anthropomorphen (zumeist antisemitischen), politischen, sozialen, kulturpessimistischen, zinsfeindlichen und antifaschistischen Antikapitalismus.

## Antikapitalistische Strömungen
Siehe auch Kapitalismuskritik für einen Überblick über die kapitalismuskritischen Standpunkte der jeweiligen Strömungen.

### Romantik
Die romantische Kritik am Kapitalismus war anfangs den Dichtern vorbehalten. Ludwig Tieck wendet in seinem Roman Der junge Tischlermeister die Nostalgie – der Handwerker wird als Künstler ohne Gewinnstreben gezeichnet – gegen den bürgerlichen Kapitalismus. Die Zünfte erscheinen weniger als Gegner von Innovation und Produktionssteigerung, als letzter Hort gegen das Gewinnstreben. Novalis lässt in seinem Heinrich von Ofterdingen den Bergmann für eine Wirtschaft plädieren, die bei der Ausbeutung der Minen auf den Nutzen für das Gemeinwesen achtet. Ähnlich wie Tieck projiziert er hierbei die Idee von einer dem Menschen dienlichen Wirtschaft auf das Mittelalter. Das Auseinanderfallen von Gewinnmaximierung und Vervollkommnung des Menschen analysiert Novalis indes nicht, allenfalls der Befund wird aufgestellt. Ihr jüngerer Schriftstellerkollege Wilhelm Hauff zeigt im Märchen Das kalte Herz (1827) exemplarisch die Verrohung und Unmenschlichkeit des Kapitalismus am Beispiel des jungen Köhlerknechts Peters, der nunmehr als Geldverleiher nicht nur die Armenspende unterbindet, sondern Wucherzinsen verlangt und schließlich seiner Gattin das Leben nimmt. Erst die Abwendung vom Gewinnstreben erlöst ihn. Dabei kontrastiert Hauff den vorindustriellen Schwarzwald dem zu seiner Zeit bereits kapitalistische Holland in Gestalt des bösen Waldgeists Holländermichel gegenüber, um dessen Gier, Sitten- und Maßlosigkeit zu kritisieren.
Theoretiker eines romantischen Antikapitalismus wie Adam Müller von Nitterdorf (1779–1829) plädierten für eine Reformulierung des Ständewesens als Garant gegen die Auswirkungen der Industrialisierung. Bauern kamen in seinem Ständestaat aber nicht vor – Müller plädierte für die Beibehaltung der Leibeigenschaft und der feudalen Grundherrschaft. In seiner Kritik der Industrialisierung nahm er auch die Umweltzerstörung und, wie der Historiker Ernst Hanisch schreibt, der „Grenzen des Wachstums“ in den Blick. So weigerte er sich, industriell gefertigte Baumwollkleidung zu tragen, und lief auch im Sommer in einem Schafwollpelz herum. Am Beispiel des früh industrialisierten Großbritannien kritisierte er die Teilung der Gesellschaft in steuerzahlende Arbeiter und „müßiges Kapitalisten- und Rentenierer-Volk“, sowie das allgemeine Gewinnstreben, der „Universal-Despotismus“ des Geldes, der zu einem „Krieg aller gegen alle“ führe. Ganz ähnlich wie später Karl Marx kritisierte Müller die Entfremdung der Arbeit in der Fabrik, die den Arbeiter zu einem bloßen Sklaven herabwürdige. Ebenfalls kritisierte er die rein materielle Bewertung des Nationalreichtums etwa bei Adam Smith, die alle Gefühle und Produkte des Geistes unberücksichtigt lassen. Die Reaktivierung sozialer Ordnungen wie die Stände und das Zunftwesen, die Synthese von teilweise konkurrierenden Systemen, so die Ökonomie, das Recht, dem Staat oder die Sexualität galten den sozialistischen Kritikern hingegen als Rückschritt, misslungene Wiederverzauberung oder Blindheit gegenüber dem Kapitalismus als Wirtschaftsform der Moderne. Der Antikapitalismus der Romantik zeigte zwar im Staat und Wirtschaftsleben kaum Wirkung, nicht zuletzt aufgrund seines bei Durchsetzung regressiven und als Idee innerhalb des Kapitalismus kompensatorischen Charakters, jedoch antizipierten sie zahlreiche antikapitalistische Haltungen, so die Eigenverantwortung und Rückverfolgbarkeit der Produktion, so weigerte sich beispielsweise Müller Baumwolle zu tragen und unterstützte heimische Schäfer durch den Kauf und das Tragen von Wollkleidung.

### Utopischer Sozialismus
Der frühsozialistische Antikapitalismus geht ursprünglich von einer Entfremdung des gesellschaftlichen Lebens im Zuge der industriellen Revolution aus. Angestrebt wurde ein System, in dem die absolute Gleichheit aller Menschen anerkannt werden würde und alle die gleichen Rechte und Pflichten haben würden. Bereits Sozialisten wie Charles Fourier kritisierten den Kapitalismus und entwarfen utopische, unwissenschaftliche Gegenmodelle wie das Phalanstère-System, die allerdings auf Ablehnung innerhalb der wissenschaftlich Sozialistischen Welt stießen. Innerhalb der Internationalen Arbeiterassoziation spielten diese Utopien bereits keine Rolle mehr.
Fouriers Gegenspieler Robert Owen hingegen gilt als Begründer des Genossenschaftswesen und bemühte sich um praktische Lösungen für menschenwürdigere Arbeitsbedingungen und Formen des Zusammenlebens. Hierzu kaufte er die vom württembergischen Pietisten Johann Georg Rapp gegründeten Kommune (New) Harmony und gründete dort 1825 eine frühsozialistische Produktionsgenossenschaft. Trotz einiger vielversprechender Ansätze konnten sich Owens Vorstellungen von einem neuen gemeinschaftlichen Zusammenleben dort aber nicht nachhaltig durchsetzen. Eine Rückbesinnung auf die Ideen Owens erfolgte nie, jedoch gibt es heute eine lebendige Erinnerungskultur in der Stadt.

### Marxismus
Der Marxismus ist per-se antikapitalistisch und strebt den Sozialismus sowie als Endstadium den Kommunismus an. Dies soll (seit dem Verwürfnis des revolutionären mit dem reformistischen Lager in der Zweiten Internationale) durch einen radikalen Bruch mit der momentanen bürgerlichen Gesellschaft geschehen, der mit Kollektivierung und einer damit verbundenen gänzlichen gesellschaftlichen Umstrukturierung einhergehen soll. Infolge des Historischen Materialismus sieht der Marxismus sowohl den Kapitalismus als auch seine Überwindung als historische Notwendigkeit an, woraus sich auch die Legitimation seines Antikapitalismus speist.
Im 20. Jahrhundert entstanden bedingt durch diverse Interpretationen des unvollendeten Werks von Karl Marx und Friedrich Engels diverse Strömungen, welche sich auf den Marxismus beriefen und ihn weiterentwickelt haben, darunter auch der Dengismus und der Titoismus. Diese wandten sich von den antikapitalistischen Idealen des orthodoxen Marxismus ab und nährten sich stattdessen einem Marktsozialismus an, welcher sich kapitalistischer Logiken bediente. Der Marxismus-Leninismus hingegen behielt eine vollends antikapitalistische Stoßrichtung bei und sah im Kapitalismus die Ursache für den weltweit auftretenden Imperialismus. Daher propagierte er die gewaltsame Revolution zum Sturz des Kapitalismus durch Enteignung der Kapitalisten und Aufhebung des Privateigentums an Produktionsmitteln sowie die Errichtung einer Diktatur des Proletariats.

### Feminismus
Der marxistischer Feminismus strebt die Überwindung des kapitalistischen Systems an. Ein Beispiel für die Überschneidung ist die Feministin Alexandra Kollontai, die Geschlechtergerechtigkeit mit Antikapitalismus verband. Zu den Vertretern eines zeitgenössischen antikapitalistischen Feminismus zählen beispielsweise Nina Power und Laurie Penny, die im Kapitalismus, der Klassenhierarchie und dem Konsumismus eine wesentliche Ursache für die Unterdrückung der Frauen sehen. In diesem Zusammenhang wird auch immer wieder darauf hingewiesen, dass kapitalistisches Wirtschaften stets die Ausbeutung unbezahlter Care-Arbeit, die hauptsächlich von Frauen geleistet wird, voraussetzt. Der feministische Antikapitalismus unterscheidet sich somit vom traditionellen Marxismus und Sozialismus; er betrachtet nicht nur die Klassenunterdrückung in der industriellen Gesellschaft, sondern auch patriarchale Strukturen und weiße Vorherrschaft.
Ein ebenfalls antikapitalistisch eingestellter Feminismus ist der Anarchafeminismus. Laut dieser Strömung sind Kapitalismus, Klerikalismus sowie exekutive Institutionen wie der Staat die Grundlage für Diskriminierungsformen wie Rassismus, Sexismus oder Heterosexismus. Daraus schließt der Anarchafeminismus, dass nur eine herrschaftsfreie Gesellschaft wirklich diskriminierungsfrei sein kann, weshalb neben dem Kapitalismus explizit auch das Patriarchat überwunden werden müsse.

### Antifaschismus
Der antikapitalistische Antifaschismus bekämpft den Kapitalismus, weil er in ihm die sozioökonomische Ursache des Faschismus sieht. Seit den 1920er Jahren vertrat die Kommunistische Internationale eine Faschismustheorie, nach der der Faschismus die „terroristische Diktatur der am meisten reaktionären, chauvinistischen und imperialistischen Elemente des Finanzkapitals“ sei. Die Bourgeoisie lasse, falls sie sich bedroht sehe, die demokratische Maske fallen und wehre sich mittels Faschismus gegen die Machtansprüche des Proletariats. Weil in dieser Perspektive auch die Sozialdemokratie bürgerlich-demokratisch und damit präfaschistisch erschien, wurde sie während der Weimarer Republik von der KPD als sozialfaschistisch denunziert, was ein breites gesellschaftliches Bündnis gegen den aufkommenden Nationalsozialismus verhinderte. Der so verstandene Antifaschismus wurde in der DDR Staatsdoktrin und war ein wesentliches Element der politischen Legitimation des SED-Regimes. In der Bundesrepublik wurde er ein wichtiges Mittel in der Agitation der außerparlamentarischen Opposition und trug dazu bei, parlamentarische Demokratie und Soziale Marktwirtschaft pauschal als wesentliche Ursachen für Rechtsextremismus zu denunzieren.

### Syndikalismus
Syndikalismus als gewerkschaftlicher Sozialismus ist eine Theorie, die in ihrer Handlung für eine Aneignung der Produktionsmittel an die Lohnabhängigen eintritt. Der französische Anarchist Pierre-Joseph Proudhon gilt als Begründer dieser Strömung. Aus syndikalistischer Perspektive lässt sich eine Überwindung des Kapitalismus nicht durch parlamentarische Arbeit erreichen, sondern muss durch die Gewerkschaften erfolgen. Durch Generalstreiks soll deshalb die Übergabe der Produktionsmittel an die Werktätigen erzwungen werden.
Der Syndikalismus umfasst zudem den Anarchosyndikalismus, der im Spanischen Bürgerkrieg durch die CNT und FAI sowie während der Mexikanischen Revolution durch die Zapatisten an Bedeutung gewann. Er strebt einen föderativen Sozialismus an, in dem Lohnabhängige die Produktion selbst verwalten. So soll nicht mehr zur Profitmaximierung, sondern zur Erfüllung menschlicher Bedürfnisse produziert werden.

### Christentum
Ein religiöser, christlich motivierter Antikapitalismus wurde vom 1926 gegründeten Bund religiöser Sozialisten Deutschlands vertreten. Ähnliche Positionen finden sich im römisch-katholischen Bereich in der lateinamerikanischen Befreiungstheologie, aber auch in kirchlichen Dokumenten zur katholischen Soziallehre.

### Antisemitismus und Völkische Bewegung
Nach dem Gründerkrach von 1873 und in der dadurch ausgelösten Großen Depression, die bis 1896 anhielt, verbreitete sich im Deutschen Reich ein hauptsächlich antikapitalistisch geprägter Antisemitismus, der zwischen „raffendem“ und „schaffendem“ Kapital unterschied. Letzteres wurde positiv bewertet und mit angeblich „arischer“ Industrie und Handwerk assoziiert, während jenes mit dem Judentum und der Börse konnotiert und negativ bewertet wurde. Dadurch wurden die objektiven Probleme des Kapitalismus personifiziert und so scheinbar bearbeitbar gemacht. Der Historiker Norbert Kampe sieht diese von Hofprediger Adolf Stoecker und dem Geschichtsprofessor Heinrich von Treitschke verbreiteten Denkweise „gewissermaßen als ,Umstiegsideologie' für die Mehrheit des deutschen (Klein/Bildungs-) Bürgertums auf dem Weg vom Liberalismus zum Konservatismus und Rassismus“.
In der Völkischen Bewegung des Deutschen Kaiserreichs wurde die Kulturkritik an den Phänomenen der modernen Massengesellschaft regelmäßig in antisemitischer Gestalt formuliert. Sie fokussierte auf das neue Phänomen der Warenhäuser, die tatsächlich größtenteils in jüdischer Hand waren und mit denen der Einzelhandel nur schwer konkurrieren konnte. Der Kapitalismus wurde mit einer angeblichen Weltverschwörung des „Finanzjudentums“ und mit dem antisemitischen Stereotyp des „Wucherers“ assoziiert, der „nordisch-germanischen Menschen“ wesensfremd sei. Mit dem Ende des Ersten Weltkriegs wurde der „jüdische Kapitalismus“ für die deutsche Niederlage verantwortlich gemacht. Nach der russischen Revolution von 1917 hatte sich in der völkisch-nationalen Presse die Vorstellung herausgebildet, dass der Bolschewismus nicht bloß ein Kind jüdisches Geistes sei, sondern die Bolschewisten vom jüdischen Kapitalismus gekauft seien. Autoren wie Franz Schrönghamer-Heimdal, Anton Drexler oder Gottfried Feder, die Adolf Hitler später beeinflussten, sahen die zentrale Bedrohung im „jüdischen Finanzkapitalismus“ und im Bolschewismus nur dessen Instrument.

### Nationalsozialismus
Das 25-Punkte-Programm der NSDAP vom 24. Februar 1920 stellte, so der Historiker Albrecht Tyrell, „einen Querschnitt durch den prononciert ‚antikapitalistischen‘ Teil des völkischen Ideenkonglomerats dar“.  Als Autor wird vor allem Anton Drexler angesehen, während die Parole „Brechung der Zinsknechtschaft“, welche die völkisch-antikapitalistischen Ressentiments bündelte, auf Gottfried Feder zurückgeht. Obwohl Hitler am Programm mitwirkte, wird dessen Bedeutung für ihn im Allgemeinen gering eingeschätzt. Brendan Simms betont dagegen, Hitlers Antisemitismus sei antikapitalistischen statt antikommunistischen Ursprungs  und auch seine Rhetorik sei seinerzeit viel stärker antikapitalistisch als antikommunistisch ausgerichtet gewesen. Gleichwohl habe Hitler nicht alle Formen des Kapitalismus abgelehnt, sondern zwischen „internationalem Leihkapital“ und „werteschaffendem Industriekapital“ unterschieden. Laut Ian Kershaw machte „die anfänglich antikapitalistische Färbung von Hitlers Antisemitismus“ um die Jahresmitte 1920 einer Verbindung zwischen den Juden und den Übeln des Sowjetkommunismus Platz, sodass beide Vorstellungen in seinem Feindbild gleichzeitig existierten. Wolfgang Schieder konstatiert, dass Hitler zwar seine antisemitischen Vorurteile mit seinen antikapitalistischen verband, aber nie in der Lage gewesen sei, „seinen antikapitalistischen und seinem [sic] antibolschewistischen Antisemitismus einleuchtend voneinander zu trennen“.
Die NSDAP trat vor allem in ihren Gründungsjahren für die Realisierung eines „nationalen Sozialismus“ ein, der jedoch strikt antimarxistisch gestaltet war. Auch Joseph Goebbels sah sich anfangs als überzeugter Sozialist und trat unter anderem gemeinsam mit den Brüdern Otto und Gregor Strasser in den Gründungsjahren der NSDAP für die Realisierung eines „völkisch-nationalen Sozialismus“ ein, wandte sich später jedoch von diesen Vorstellungen ab. Henry Ashby Turner meint, dass Hitlers ambivalente Haltung zum Programm sich aus seinen Vorbehalten gegenüber den wirtschaftspolitischen Punkten ergeben haben könnte. Zwar erlaubte Hitler antikapitalistische Tiraden in den Presseorganen der Partei, war jedoch gegenüber der Institution des Privateigentums gegenüber positiv eingestellt. Für Avraham Barkai ist Feders Unterscheidung zwischen dem „schaffendem“ Industriekapital und dem „raffendem“ Finanzkapital eine unter den Verhältnissen einer modernen kapitalistischen Wirtschaft völlig willkürliche und leicht widerlegbare Konstruktion, die es der NSDAP ermöglichte, sich „antikapitalistisch“ zu gebärden, um die soziale Unruhe breiter Gesellschaftsschichten auf den Antisemitismus abzuleiten, ohne zugleich die von ihr umworbenen Wirtschaftskreise von finanzieller und politischer Unterstützung abzuschrecken.  Während Gregor Straßer nach dem Vorbild der Kriegswirtschaft eine Nationalisierung der Wirtschaft unter Beteiligung der Arbeiter forderte und mit dem Organisationsmodell eines hierarchischen Ständestaats verknüpfte, sieht Udo Kissenkötter bei Hitler Interesse an einem Bündnis mit dem konservativen Deutschland wilhelminischer Prägung. Hitler habe bis etwa 1932, so Turner, einen dritten Weg zwischen Kapitalismus und Sozialismus gesucht. Letztlich leiteten seine sozial-ökonomischen Ansichten sich aber aus seinem kruden Sozialdarwinismus her.
Franz Neumann legt in seinem 1944 erschienenen Werk Behemoth. Struktur und Praxis des Nationalsozialismus 1933–1944 dar, dass Kartelle geschützt und Zwangskartelle eingeführt wurden, der Monopolisierungsprozess vorangetrieben und einflussreiche Industrielle die großen Nutznießer der Entjudung (Arisierung) wurden. Ineffiziente Kleinunternehmen und Handwerksbetriebe wurden dagegen eliminiert. Gewerkschaften nach der Machtübergabe aufgelöst, Arbeits-, Tarif- und Mitbestimmungsrechte der Arbeitnehmer wurden beschnitten, indem die Deutsche Arbeitsfront, der Treuhänder der Arbeit und Betriebsführer eingeführt wurden. Neumann kam zu dem Schluss, dass kein nationalsozialistischer Führer darauf aus sei, „das Privateigentum zu beseitigen und den kontrollierten oder ‚gelenkten‘ Kapitalismus durch ein sozialistisches oder halbsozialistisches System […] zu ersetzen.“ Niemand hänge der Theorie des Staatskapitalismus an, und Hitler habe wiederholt alle ökonomischen Planentwürfe zurückgewiesen. Die Wirtschaft des NS-Staates war für Neumann eine Monopol- und Befehlswirtschaft, „eine privatkapitalistische Ökonomie, die durch einen totalitären Staat reglementiert“ werde, und die er deshalb „totalitäre[n] Monopolkapitalismus“ nennen wollte. Hingegen identifizierte er die in der NSDAP organisierten „entwurzelten Mittelschichten“ als „echt antikapitalistisch“ eingestellt. Von ihnen werde die sozialimperialistische Ideologie voll akzeptiert. Mit der Enteignung jüdischen Besitzes würden die antikapitalistischen Sehnsüchte des deutschen Volkes gestillt, da das Regime damit seine Macht demonstrierte, dass unter ihm eines Tages eine vorbehaltlose und totale Verstaatlichung möglich sei.
Wolfgang Emmerich erklärt die antikapitalistischen Elemente im Faschismus unter Rückgriff auf Herbert Marcuse und Lutz Winckler als „defensiv soziale Mythologie“, in der der kleinbürgerlichen Massenbasis die Errichtung einer klassenlosen Gesellschaft bei gleichzeitigem Fortbestand der kapitalistischen Gesellschaftsordnung vorgespiegelt worden sei. Der Widerspruch zwischen beidem habe einen enormen Aufwand an Ideologie und Propaganda nötig gemacht, in der antikapitalistische Ressentiments neutralisiert und umfunktioniert worden seien.

### Rechtsextremismus in der Bundesrepublik
Auch rechtsextreme Parteien in der Bundesrepublik Deutschland wie die SRP oder die NPD nehmen oder nahmen antikapitalistische Positionen ein. Sie verurteilen den Kapitalismus und propagieren stattdessen einen „deutschen“ bzw. „nationalen Sozialismus“, wobei dieser Begriff nach ihrer Auffassung explizit nichts mit Klassenkampf zu tun haben, sondern allein auf das eigene Volk angewendet werden soll. Rechtsextreme Parteien greifen hierbei auch häufig auf antisemitisches und nationalsozialistisches Vokabular zurück. Autonome Nationalisten, eine Gruppierung zumeist jugendlicher Neonazis, die sich in Habitus und Aktionsformen an die linken Autonomen anlehnen, geben sich entschieden antikapitalistisch.
Ähnliche Positionen werden gegenwärtig von Teilen der rechtspopulistischen Partei Alternative für Deutschland (AfD) vertreten – etwa durch den mittlerweile infolge der Überwachung durch den Verfassungsschutz formell aufgelösten Flügel. So propagierte beispielsweise Björn Höcke einen „solidarischen Patriotismus“. Benedikt Kaiser griff diesen Begriff auf und widmete ihm sogar ein ganzes Buch. Dieses gibt sich zwar antikapitalistisch, offenbart aber eine inhaltliche Nähe zum Neoliberalismus. Neoliberale Positionen sind innerhalb der AfD weit verbreitet. Diese müssen dabei aber nicht immer zwangsläufig antikapitalistisch sein. Die sozialpolitische Ausrichtung ist innerhalb der Partei umstritten.

### Liberalismus
In den Vereinigten Staaten findet sich eine Synthese aus Liberalismus und Antikapitalismus. Thomas Jefferson vertrat einen „liberalen Antikapitalismus“. Er war der Ansicht, dass abhängige Lohnarbeit eine Form der „Lohnsklaverei“ darstelle und äußerte sich kritisch zur Akkumulation von Kapital und Eigentum an Produktionsmitteln in den Händen einer Aristokratie. Echte Unabhängigkeit setze den Zugang zu eigenen Produktionsmitteln voraus. Dennoch befürwortete er eine Marktwirtschaft, jedoch ohne den Zwang, einer Lohnarbeit nachzugehen. Des Weiteren ist Jean de Crèvecoeur ein Vertreter dieser Strömung und auch die Southern Agrarians (Robert Penn Warren, Allen Tate, John Crowe Ransom) können dieser zugeordnet werden.
Der Liberalismus vertritt allerdings überwiegend kapitalistische Strömungen, darunter der Libertarismus, welcher durch eine starke Befürwortung eines freien Marktes ohne staatliche Intervention geprägt ist.

## Verhältnis zum Antisemitismus
Antisemitismus hat eine starke Affinität zum Antikapitalismus, weil antisemitische Urteile bedingt durch ihre Vorurteilsstruktur keine Reaktionen auf äußere, reale Erfahrungen sind, sondern Projektionen eines inneren, intentionalen Konfliktes. Von Shakespeares Wucherer Shylock über die Hofjuden, Baron Rothschild und die Ostküstenbanker wurden Juden zu Sündenböcken für die Härten der vor- und frühkapitalistischen Gesellschaftsformen gemacht.

### Antisemitische Elemente des Antikapitalismus
Insbesondere der frühe Antikapitalismus ging häufig mit Antisemitismus einher, so etwa bei den Frühsozialisten Charles Fourier und Pierre-Joseph Proudhon, dem Marxisten Franz Mehring sowie dem Anarchisten Michail Bakunin. Auch bei Karl Marx selbst finden sich antisemitische Äußerungen. So lautet etwa eine Bemerkung von ihm über Ferdinand Lassalle in einem Brief an Engels von 1862, dass dieser „von den Negern abstammt, die sich dem Zug des Moses aus Ägypten angeschlossen hatten (wenn nicht seine Mutter oder Großmutter von väterlicher Seite sich mit einem nigger kreuzten)“.
Typisch für einen antisemitischen Antikapitalismus ist die Unterscheidung zwischen „schaffendem“ und „raffendem Kapital“. Ersteres wird positiv mit Deutschtum und Handarbeit konnotiert und als echte Wertschöpfung verstanden, letzteres dagegen pejorativ mit dem angeblich parasitären Zinsmechanismus, mit Börsenkapital und dem Judentum assoziiert. In diesem Denken werden abstrakte Wirtschaftszusammenhänge personifiziert bzw. personalisiert: Der Kampf richtet sich dann nicht gegen ein Wirtschaftssystem, sondern gegen Menschen, die davon vermeintlich oder real profitieren, weswegen der Politikwissenschaftler Fabian Fischer hier von einem „anthropomorphen Antikapitalismus“ spricht.
In der Propaganda der antikapitalistisch eingestellten Arbeiterbewegung vor 1933 finden sich antisemitische Versatzstücke, die bis auf Karl Marx zurückgehen, sich in seiner Schrift Zur Judenfrage finden und seitdem immer wieder reproduziert wurden. Die KPD, die während der Novemberrevolution aus dem Spartakusbund und anderen Gruppen hervorgegangen war, nutzte während der Weimarer Republik ein Arsenal judenfeindlicher Parolen. Die taktischen, der Wahlpropaganda dienenden Entgleisungen der Kommunisten drücken weniger ein geschlossenes antisemitisches Weltbild aus, zeigen aber, dass in der Arbeiterschaft mit derlei Agitation Stimmen geholt werden konnten.
Akteure innerhalb der Sozialdemokratie verneinten lange Zeit noch eine Verbindung ihrer politischen Strömung zum Antisemitismus. Shulamit Volkov hielt die Sozialdemokratie beispielsweise für „immun“ gegenüber jeglicher antisemitischer Propaganda, während Arno Herzig konstatierte, die Sozialdemokratie sei von antisemitischen Ressentiments überwiegend frei gewesen und hätten eher eine „anti-antisemitische Haltung“ eingenommen. Dieses Bild wurde 1978 durch Rosemarie Leuschen-Seppels Buch Sozialdemokratie und Antisemitismus im Kaiserreich revidiert. Sie betonte die Fehleinschätzung der Sozialdemokraten, im Antisemitismus ein überholtes Auslaufmodell und Relikt zu sehen. Zudem analysierte sie den soziokulturell verwurzelten Antisemitismus der Arbeiterbewegung und wies nach, dass die sozialdemokratische Unterhaltungsliteratur des späten Kaiserreichs und Karikaturen der SPD-Satirezeitschrift Der wahre Jacob mit judenfeindlichen Klischees arbeiteten.
Antisemitismus erschien auf diese Weise nicht nur als Jugendsünde, sondern als kontinuierliches Element des sozialistischen Milieus. Julia Schäfer relativierte 2005 dieses Bild jedoch etwas und kam in ihrem Buch zu dem Schluss, dass abwertende Darstellungen von Juden in der sozialdemokratischen Satirezeitschrift auf die antikapitalistische Propaganda begrenzt geblieben seien. Schäfer verglich die Judenbilder mit denen der antisemitischen Zeitschrift Kikeriki, in denen die negativen Zuschreibungen auch in anderen Zusammenhängen genutzt wurden. Sie verwies darauf, dass der wahre Jacob Rassentheorien ironisiert habe und die Macher im Verlauf der 1920er Jahre schrittweise auf judenfeindliche Darstellungen verzichtet hätten, vermutlich um sich von der massiven antisemitischen Propaganda der Nationalsozialisten abzugrenzen.

### Auseinandersetzung mit dem Antisemitismus innerhalb antikapitalistischer Theorien
Friedrich Engels schrieb 1890 an Isidor Ehrenfreund:

„Der Antisemitismus ist also nichts anderes als eine Reaktion mittelalterlicher, untergehender Gesellschaftsschichten gegen die moderne Gesellschaft, die wesentlich aus Kapitalisten und Lohnarbeitern besteht, und dient daher nur reaktionären Zwecken unter scheinbar sozialistischem Deckmantel.“

Iring Fetscher ist der Ansicht, dass Engels die sozialen Wurzeln der antisemitischen Bewegung damit richtig erfasst hat. Ruinierte Kleinbürger suchten die Schuld an ihrem Schicksal nicht im Privateigentum an Produktionsmitteln, also der kapitalistischen Wirtschaft als solcher, sondern bei einzelnen Institutionen, bei Börsen und Banken, welche mit Juden identifiziert wurden. Diese „pseudokonkrete Verschwörungstheorie“ erfordert nach Fetscher erheblich weniger Intelligenz als die Einsicht in einen komplizierten ökonomisch-technischen Prozess.
Die Neue Linke sowie die Frankfurter Schule kritisierten schon in den 1920er Jahren beziehungsweise nach dem Zweiten Weltkrieg eine Verbindung von Antisemitismus und Antikapitalismus. In ihrer Dialektik der Aufklärung analysierten Max Horkheimer und Theodor W. Adorno den Antisemitismus als Form des Irrationalismus. Er sei das bestimmende Merkmal des Faschismus, der wiederum die Apotheose des Kapitalismus bilde. Juden würden „vom absolut Bösen als das absolut Böse gebrandmarkt“. Die Verbindung von Antisemitismus und Antikapitalismus kann somit als die Folge einer verkürzten Kapitalismusauffassung gesehen werden, nach der der Kapitalismus ein von herrschenden Eliten aufgezwungener Status sei. Aus dieser Perspektive genügt die Beseitigung jener, um den Kapitalismus zu überwinden. Der staatlich betriebene Antisemitismus in der DDR folgte der gleichen Logik. Durch diese Denkweise wird jedoch verkannt, dass der Kapitalismus ein System ist, welches sowohl die Proletarier als auch die Bourgeoisie beinhaltet. Beide Klassen stehen unter dem Zwang, sich selbst innerhalb dieses Systems zu erhalten, was seine Überwindung deutlich erschwert.
Der Philosoph Slavoj Žižek warnte im Januar 2020 davor, den aktuellen Antikapitalismus in allen Fällen für nichts anderes als eine versteckte Form des Antisemitismus zu halten.